# Sepaste
Sepaste is een plaats in de Estlandse gemeente Hiiumaa, provincie Hiiumaa. De plaats heeft de status van dorp (Estisch: küla).
Tot in oktober 2017 behoorde Sepaste tot de gemeente Emmaste en sindsdien tot de fusiegemeente Hiiumaa.

## Bevolking
De ontwikkeling van het aantal inwoners blijkt uit het volgende staatje:
| Jaar            | 2000 | 2011 | 2018 | 2020 | 2021 |
| --------------- | ---- | ---- | ---- | ---- | ---- |
| Aantal inwoners | 3    | 3    | < 4  | 7    | 6    |

## Ligging
De plaats ligt aan de Baai van Vanamõisa (Estisch: Vanamõisa laht), aan de westkust van het eiland Hiiumaa. De omgeving van de baai is onder de naam Vanamõisa lahe hoiuala een beschermd natuurgebied. Delen van de dorpen Hindu, Külama, Sepaste, Tohvri en Vanamõisa vallen daaronder.
Daarnaast heeft het dorp een eigen natuurpark, het Sepaste maastikukaitseala, 36,7 ha groot. Het is ingesteld om het bos- en moerasgebied rond het dorp in stand te houden. In het bos staat een 100 jaar oude eik.

## Geschiedenis
Sepaste werd pas in 1922 voor het eerst vermeld als dorp. Voor die tijd was het een boerderij op het landgoed van Emmast (Emmaste). Tussen 1977 en 1997 maakte het dorp deel uit van het buurdorp Sõru.